# مدی تیلور
مدی تیلور (انگلیسی: Maddie Taylor؛ زادهٔ ۳۱ دسامبر ۱۹۶۶) صداپیشه، و کمدین اهل ایالات متحده آمریکا است. او برای صداپیشگی شخصیت اسپارکی در مجموعهٔ تلویزیونی والدین نسبتاً عجیب و غریب شناخته می‌شود.
برخی از دیگر فیلم‌ها و مجموعه‌های تلویزیونی که او در آن‌ها به صداپیشگی پرداخته است عبارتند از: فصل شکار، فصل شکار ۲، فصل شکار ۳، و ساوت پارک.

## فیلم‌شناسی

### فیلم
| سال  | عنوان                            | نقش                                        | توضیحات               |
| ---- | -------------------------------- | ------------------------------------------ | --------------------- |
| ۲۰۰۶ | اولین نوئل                       | چوپان قد کوتاه، سزار، مأمور مالیات، شهروند |                       |
| ۲۰۰۶ | فصل شکار                         | دنی، بادی                                  | همچنین نویسندهٔ داستان |
| ۲۰۰۷ | موج‌سواری                         | رفیق گلن، ایوان                            | همچنین نویسندهٔ داستان |
| ۲۰۰۷ | چاب‌هاب‌ها کریسمس را نجات می‌دهند   | الف، آدم‌برفی، شاهد، مگس                    |                       |
| ۲۰۰۸ | فصل شکار ۲                       | یان، دنی، بادی                             |                       |
| ۲۰۱۰ | فصل شکار ۳                       | الیوت، یان، رایلی، بادی، دنی، صداهای اضافه |                       |
| ۲۰۱۲ | هتل ترانسیلوانیا                 | صداهای اضافه                               |                       |
| ۲۰۱۳ | ابری با احتمال بارش کوفته‌قلقلی ۲ | صداهای اضافه                               |                       |
| ۲۰۱۵ | فصل شکار: گرخیده                 | صداهای اضافه                               | عدم درج نام در تیتراژ |
| ۲۰۱۶ | گری، مرغ دریایی                  | گری، فرانک                                 |                       |
| ۲۰۱۶ | فیلم پرندگان خشمگین              | خوک همیلتون، خوک آکروبات                   |                       |
| ۲۰۱۷ | راک داگ                          | صداهای اضافه                               |                       |

### تلویزیون
| سال     | عنوان                    | نقش | توضیحات                                                          |
| ------- | ------------------------ | --- | ---------------------------------------------------------------- |
| ۲۰۰۶    | ساوت پارک                | جرج دابلیو بوش | عدم درج نام در تیتراژ قسمت: "راز بیماری ادرار"                   |
| ۲۰۱۰–۱۵ | توله‌سگ تی.یو.اف.اف       | ورمینیوس اسنپ‌ترپ، کواکلی اردکه، موش کور، آقای وونگ، مهمان، مشتری شماره ۲ فروشگاه، دلقک، راننده اتوبوس، کوسه، کارگر مونوریل، راننده کامیون کمپرسی، کارمند، بابا نوئل، بز فراری، نامه‌رسان، وزیر، شهردار خرس عروسکی، راننده کامیون، چیهواهوای مکزیکی، بلارگ، با-ب رمزلی، ام‌سی عروسی، لستر مرموز، مأمور موبی، سگ آبی باکی اکو، سوژه آر،کیل-ر، رابسپیر، فیل، دکتر فاینبرگ، مربی دلوچیو |                                                                  |
| ۲۰۱۳–۱۵ | والدین نسبتاً عجیب و غریب | اسپارکی، ری خوشحال، پسر کاغذی، اسکات بی‌اعصاب، بچه شماره ۲، فیلمبردار، ضد فیری ۲، بچه حساس، رفیق، ادی، معلم گروه، ارگ، صاحب، مدیر باشگاه، مدیر فیلم، جف، پرسی، اسپارک‌پلاگ، لئوناردو دیکاپریو، راستی، بنکی، لئوپارد عجیب، دامبلسنور، دلقک، ویلی خیس، ضد اسپارکی، بیگانه شماره ۱ |                                                                  |
| ۲۰۱۴    | میکسلز                   | گلامپ، هوگی | قسمت: "ویژه ترکیب‌شده"                                            |
| ۲۰۱۵–۱۷ | جادهٔ گذرگاهی: سریال      | ورمینیو اسنپ‌ترپ / اسپارکی |                                                                  |
| ۲۰۱۵    | نان‌آوران                 | سلطان پیتزا | قسمت: "خشم سلطان پیتزا / اردک‌های آب‌رفته"                         |
| ۲۰۱۶–۱۸ | خانه لاود                | دانا، دونی، مشتری اسپا، چینا، , رئیس تشریفات مراسم ملکه زیبایی | قسمت: "تودز و تیاراس/دو پسر و یک بچه" و "بزرگ و بیرون/برکینگ دد" |

### بازی‌های ویدئویی
| سال  | عنوان                             | نقش                             |
| ---- | --------------------------------- | ------------------------------- |
| ۲۰۰۶ | فصل شکار                          | الیوت، سگ آبی شماره ۳، جوجه‌تیغی |
| ۲۰۰۷ | موج‌سواری                          | رجی بلافونت، الیوت              |
| ۲۰۱۳ | بازگشت لایتنینگ: فاینال فانتزی ۱۳ | صداهای اضافه                    |

### تبلیغات
- ماکارونی و پنیر کرفت در نقش پنیروساروس رکس